# Mike Catt
Michael "Mike" John Catt OBE  (Port Elizabeth, 17 de setembro de 1971) é um ex-jogador anglo-sul-africano de rugby union que atuava nas posições de fullback, ponta, abertura e centro.
Começou a praticar rugby no Eastern Province. Filho de mãe inglesa, juntou-se, ao clube inglês Bath em 1992 e, dois anos depois, teve sua primeira chance pela Inglaterra, inicialmente como abertura. Mas foi como fullback que começou a ter mais proeminência, assim participando do título com 100% de aproveitamento (o chamado grand slam) no Cinco Nações 1995. Naquele mesmo ano, foi à Copa do Mundo de Rugby de 1995, sediada na sua África do Sul natal. Ficaria marcado como o inglês "atropelado" pelo astro neozelandês Jonah Lomu antes de um try deste, na semifinal que opôs a Rosa com os All Blacks.
Em 1997, fez sua única aparição pelos British and Irish Lions, exatamente na posição de abertura na qual começara. Já na Copa do Mundo de Rugby de 1999, passara para a posição de centro. O maior momento viria nos mundiais seguintes: no de 2003, foi campeão (no primeiro título de uma nação do hemisfério norte, que rendeu a comemoração esportiva mais numerosa no Reino Unido ) e logo depois admitido como membro do Império Britânico; na no de 2007, onde despediu-se da seleção inglesa, foi novamente finalista, mas o título ficou exatamente com os conterrâneos da Seleção Sul-Africana de Rugby. Ainda assim, sobrou-lhe o recorde de jogador mais velho presente em uma final de Copa do Mundo de Rugby.
Parou de jogar em 2008, tornando-se treinador dos atacantes do London Irish, onde jogava desde 2004 (chegou a ser eleito o melhor da temporada 2005-06 do campeonato inglês) após doze anos no Bath. Em 2010, já membro do Império Britânico foi admitido também na Ordem do Império Britânico: "Eu tive muita sorte de ter uma carreira de sucesso no Rugby, e agora receber esse reconhecimento me faz sentir um privilegiado. Quero agradecer a minha família e a todos que me apoiaram e encorajaram ao longo da minha carreira", declarou sobre.